# Roar (nome)
Roar  è un nome proprio di persona norvegese maschile.

## Varianti
- Maschili: Hroar[3]

### Varianti in altre lingue
- Islandese: Hróar
- Norreno: Hróarr[2][3], Róarr[1]

## Origine e diffusione
Si tratta della moderna forma norvegese del nome norreno Hróarr; quest'ultimo è composto dall'elemento hróð ("fama", "onore"), combinato con un secondo elemento dall'identificazione incerta: tra le varie ipotesi, potrebbe essere geirr ("lancia", nel quale caso sarebbe imparentato con Ruggero), arr ("guerriero") oppure varr ("vigile", "cauto"). 
Piuttosto diffuso nel secondo dopoguerra, il nome è portato da un leggendario re danese, lo stesso che compare anche nel Beowulf col nome Hroðgar (che è la forma anglosassone di Ruggero). 
Sebbene coincida con il ben noto termine inglese roar, che significa "ruggito", non esiste tra i due correlazione etimologica; quest'ultimo è infatti di probabile origine onomatopeica.

## Onomastico
Il nome è adespota, non essendo portato da alcun santo, quindi l'onomastico ricade il 1º novembre, giorno di Ognissanti.

## Persone
- Roar Christensen, allenatore di calcio e calciatore norvegese
- Roar Hagen, calciatore norvegese
- Atle Roar Håland, calciatore norvegese
- Roar Hansen, allenatore di calcio svedese
- Roar Johansen, calciatore norvegese
- Roar Johansen, allenatore di calcio norvegese
- Kjell Roar Kaasa, calciatore e dirigente sportivo norvegese
- Roar Ljøkelsøy, saltatore con gli sci norvegese
- Roar Martinsen, calciatore norvegese
- Dag Roar Ørsal, calciatore norvegese
- Roar Strand, calciatore norvegese

### Variante Hroar
- Hroar Stjernen, saltatore con gli sci e dirigente sportivo norvegese